# Trixagus obtusus
Trixagus obtusus is een keversoort uit de familie dwergkniptorren (Throscidae). De wetenschappelijke naam van de soort werd in 1827 gepubliceerd door Curtis.